# Germany's Next Topmodel (mùa 2)
Germany's Next Topmodel, Mùa 2 là mùa thứ hai của Germany's Next Topmodel (thường được viết tắt là GNTM) được phát sóng trên mạng lưới truyền hình Đức ProSieben. Chương trình bắt đầu phát sóng vào ngày 1 tháng 3 năm 2007 với 17 cô gái trong cuộc thi. Mùa này được tài trợ bởi Opel Tigra Twin Top và Staatl. Fachingen.
Các điểm đến quốc tế cho mùa này là St. Moritz, Cape Town, Paris, Băng Cốc, Los Angeles và Lisbon.
Người chiến thắng của mùa giải này là Barbara Meier, 20 tuổi từ Amberg. Cô giành được:
- 1 hợp đồng người mẫu với IMG Models ở Paris
- 1 hợp đồng với ProSiebenSat.1 Media
- Lên ảnh bìa tạp chí Cosmopolitan
- 1 hợp đồng quảng cáo cho C&A

## Các thí sinh
(Tuổi tính từ ngày dự thi)
| Thí sinh          | Tuổi | Chiều cao               | Quê quán           | Bị loại ở | Hạng               |
| ----------------- | ---- | ----------------------- | ------------------ | --------- | ------------------ |
| Sophie            | 17   | 1,76 m (5 ft 9+1⁄2 in)  | Gammelsdorf        | Tập 2     | 17 (dừng cuộc thi) |
| Alina             | 16   | 1,78 m (5 ft 10 in)     | Munich             | Tập 2     | 16 (dừng cuộc thi) |
| Janine Mackenroth | 18   | 1,73 m (5 ft 8 in)      | Munich             | Tập 2     | 15                 |
| Enyerlina Sanchez | 25   | 1,83 m (6 ft 0 in)      | San Juan, Dominica | Tập 3     | 14–13              |
| Antje Pötke       | 22   | 1,80 m (5 ft 11 in)     | Strausberg         | Tập 3     | 14–13              |
| Janina Cüpper     | 21   | 1,75 m (5 ft 9 in)      | Aachen             | Tập 4     | 12                 |
| Alla Kosovan      | 18   | 1,77 m (5 ft 9+1⁄2 in)  | Berlin             | Tập 5     | 11                 |
| Denise Dahinten   | 21   | 1,72 m (5 ft 7+1⁄2 in)  | Bruchköbel         | Tập 6     | 10                 |
| Tonia Michaely    | 19   | 1,82 m (5 ft 11+1⁄2 in) | Berlin             | Tập 7     | 9–8                |
| Aneta Tobor       | 21   | 1,75 m (5 ft 9 in)      | Castrop-Rauxel     | Tập 7     | 9–8                |
| Milla von Krockow | 20   | 1,75 m (5 ft 9 in)      | Göttingen          | Tập 8     | 7                  |
| Anja Platzer      | 19   | 1,83 m (6 ft 0 in)      | St. Stefan, Áo     | Tập 9     | 6                  |
| Mandy Graff       | 18   | 1,79 m (5 ft 10+1⁄2 in) | Kehlen, Luxembourg | Tập 11    | 5–4                |
| Fiona Erdmann     | 18   | 1,74 m (5 ft 8+1⁄2 in)  | Bremen             | Tập 11    | 5–4                |
| Hana Nitsche      | 21   | 1,72 m (5 ft 7+1⁄2 in)  | Oftersheim         | Tập 13    | 3                  |
| Anni Wendler      | 21   | 1,77 m (5 ft 9+1⁄2 in)  | Schwerin           | Tập 13    | 2                  |
| Barbara Meier     | 20   | 1,74 m (5 ft 8+1⁄2 in)  | Amberg             | Tập 13    | 1                  |

## Thứ tự gọi tên
| Thứ tự | Tập       | Tập       | Tập       | Tập     | Tập     | Tập     | Tập     | Tập     | Tập     | Tập     | Tập     | Tập     |  |
| Thứ tự | 1         | 2         | 3         | 4       | 5       | 6       | 7       | 8       | 9       | 11      | 13      | 13      |  |
| ------ | --------- | --------- | --------- | ------- | ------- | ------- | ------- | ------- | ------- | ------- | ------- | ------- |  |
| 1      | Hana      | Fiona     | Hana      | Barbara | Tonia   | Barbara | Fiona   | Anni    | Anni    | Hana    | Anni    | Barbara |  |
| 2      | Milla     | Alla      | Mandy     | Aneta   | Anni    | Milla   | Mandy   | Fiona   | Barbara | Barbara | Barbara | Anni    |  |
| 3      | Alina     | Enyerlina | Milla     | Hana    | Anja    | Hana    | Barbara | Mandy   | Fiona   | Anni    | Hana    |         |  |
| 4      | Fiona     | Janina    | Anja      | Mandy   | Barbara | Fiona   | Hana    | Anja    | Hana    | Fiona   |         |         |  |
| 5      | Alla      | Mandy     | Tonia     | Anja    | Milla   | Mandy   | Anja    | Hana    | Mandy   | Mandy   |         |         |  |
| 6      | Janine    | Barbara   | Denise    | Tonia   | Hana    | Anja    | Milla   | Barbara | Anja    |         |         |         |  |
| 7      | Janina    | Antje     | Anni      | Denise  | Aneta   | Anni    | Anni    | Milla   |         |         |         |         |  |
| 8      | Mandy     | Aneta     | Barbara   | Milla   | Mandy   | Tonia   | Tonia   |         |         |         |         |         |  |
| 9      | Aneta     | Hana      | Janina    | Fiona   | Fiona   | Aneta   | Aneta   |         |         |         |         |         |  |
| 10     | Anja      | Anni      | Aneta     | Alla    | Denise  | Denise  |         |         |         |         |         |         |  |
| 11     | Enyerlina | Denise    | Alla      | Anni    | Alla    |         |         |         |         |         |         |         |  |
| 12     | Barbara   | Anja      | Fiona     | Janina  |         |         |         |         |         |         |         |         |  |
| 13     | Anni      | Tonia     | Enyerlina |         |         |         |         |         |         |         |         |         |  |
| 14     | Antje     | Milla     | Antje     |         |         |         |         |         |         |         |         |         |  |
| 15     | Sophie    | Janine    |           |         |         |         |         |         |         |         |         |         |  |
| 16     |           | Alina     |           |         |         |         |         |         |         |         |         |         |  |
| 17     |           | Sophie    |           |         |         |         |         |         |         |         |         |         |  |

     Thí sinh bị loại
     Thí sinh dừng cuộc thi
     Thí sinh ban đầu bị loại nhưng được cứu
     Thí sinh chiến thắng cuộc th
- Thứ tự gọi tên chỉ lần lượt từng người an toàn
- Trong tập 2, Alina và Sophie dừng cuộc thi sau khi quyết định rằng việc học của họ quan trọng hơn. Chính vì thế, Denise và Tonia được thêm vào cuộc thi để thay thế cho họ.
- Việc loại bỏ Fiona đã không được hiển thị cho đến khi bắt đầu tập 12.
- Tập 12 là tập tái hợp.
- Tập 14 là tập ghi lại khoảnh khắc từ đầu cuộc thi.

### Buổi chụp hình
- Tập 1: Trình diễn thời trang trong sân vận động Westfalenstadion ở Dortmund (casting)
- Tập 2: Sang trọng trong gió trước xe hơi
- Tập 3: Tạo dáng trong đầu hói có đính kim cương với manơcanh
- Tập 4: Những nhân vật cổ tích rơi từ trên trời
- Tập 5: Tạo dáng với khối băng
- Tập 6: Quảng cáo tại chỗ
- Tập 7: Cảnh hành động trước vụ nổ
- Tập 8: Tarzan & Jane
- Tập 9: Siêu anh hùng
- Tập 10: Hình sơn đồ lót lên người
- Tập 11: "Tôi ghét Peyman Amin"; Ảnh bìa tạp chí Cosmopolitan
- Tập 13: Romeo and Juliet; Ảnh tù nhân; Ảnh tự chọn (tùy vào lựa chọn của các thí sinh)